# Museo Curtius
El Museo Curtius o la Casa Curtius (en francés : Le Musée Curtius) es un museo de arqueología situado en Lieja, en Bélgica.
El palacio, de estilo renacentista flamenco, fue construido entre 1600 y 1610 por Jean De Corte, industrial adinerado liejano y también tesorero y abastecedor de los ejércitos del rey de España en los Países Bajos españoles, más conocido bajo el apellido latinizado de Curtius y a quien Lieja debió su industrialización en el siglo XVII.
Curtius fue un comerciante de armamento que se enriqueció durante la Guerra de los Ochenta Años. Entre 1597 y 1605 construye en el muelle de Maestricht, en el lugar que ocupaba una antigua casa canónica, un palacio de ladrillo rojo que contrasta con la piedra de Namur. El edificio es a menudo considerado como el arquetipo del estilo renacentista mosano.
Después de la muerte de Curtius el palacio es comprado por la casa de empeños. El resto del complejo, la residencia Curtius, permaneció en posesión de la familia hasta 1734. Fue restaurada entre 1904 y 1909, y a partir de entonces el palacio Curtius pasa a ser museo de arqueología y artes decorativas. En 2009 fue reformado como parte de un gran complejo museístico llamado Le Grand Curtius, el cual expone las colecciones combinadas de cuatro antiguos museos: el Museo de arqueología, el Museo de las armas, el Museo de artes decorativas y el Museo de arte religioso y arte mosano. Como resultado de la ampliación el edificio actualmente se utiliza principalmente para exposiciones temporales.